# Schkuhria senecioides
Schkuhria senecioides là một loài thực vật có hoa trong họ Cúc. Loài này được Nees miêu tả khoa học đầu tiên năm 1831.